# Personaggi di Beelzebub
Questo è un elenco dei personaggi che appaiono nella serie manga Beelzebub di Ryuhei Tamura, pubblicato da Shūeisha sulla rivista Weekly Shōnen Jump, edito in Italia dalla Star Comics.

## Protagonisti

### Tatsumi Oga
Tatsumi Oga (男鹿 辰巳?, Oga Tatsumi) è uno studente di 16 anni del primo anno del Liceo Ishiyama, è conosciuto nella scuola per la sua violenza e per la sua forza, che gli hanno fatto guadagnare il soprannome di "Demone Ogre furioso" (Oga il demone infuriato nella versione italiana). Proprio per queste caratteristiche viene scelto da Alaindelon come padre terrestre di Beelzebub IV (chiamato da lui semplicemente Beel), figlio del Re dei Demoni. Ovviamente contrario alla cosa, Oga è suo malgrado costretto ad accettare l'incarico, pena la morte. A prova del loro legame, sul dorso della mano destra di Oga è comparso un sigillo simile a un tatuaggio, con il quale può accedere al potere di Beel e che aumenta di dimensioni man mano che combatte. Oga non può stare distante più di 15 metri (nel corso del manga la distanza aumenterà di altri 8 cm e poi fino a 18 metri) da Beel, altrimenti questi inizia a piangere, emettendo forti scariche elettriche che a detta di Hilda potrebbero uccidere Oga. Con il tempo inizierà ad affezionarsi e ad abituarsi alla presenza di Beel (diverrà aggressivo verso chi voglia sottrarglielo) e talvolta svolgerà anche il ruolo di genitore, anche se a modo suo. Vive con i genitori e la sorella maggiore, che credono che Beel sia frutto della relazione fra lui e Hilda. Il suo migliore amico è Furuichi, con cui condivide la passione per Dragon Quest.
Pur non rinunciando a una lotta o a stabilire chi sia il più forte, Oga non è come tutti gli altri delinquenti: non usa la sua forza per fare il bullo, ha senso dell'onore e non si fa coinvolgere dalle lotte di potere dell'Ishiyama o a fare parte di una gang, preferendo stare in disparte (a meno di non venire provocato). Dopo aver appreso però che Beel si affeziona alle persone forti, Oga inizierà a combattere contro i delinquenti più forti della scuola, per trovare un sostituto al suo ingrato compito, ma senza successo. Anzi, il legame fra lui e Beel si farà ancora più solido.
Oga è un formidabile combattente: pur non avendo sostenuto allenamenti particolari è agile, veloce, resistente e in possesso di una forza sovraumana, oltre che ad avere l'esperienza dovuta a decine di combattimenti. Inizialmente non ha attacchi particolari come altre persone, ma talvolta usa mosse del wrestling. Dopo essere stato quasi sconfitto da Hecadoth inizia ad allenarsi con il nonno di Aoi e con Saotome per imparare a usare l'energia demoniaca di Beel.
Nella serie animata è doppiato da Katsuyuki Konishi  e da Maurizio Merluzzo in italiano.
Tecniche
- Burying Punch: pugno che conficca la testa dell'avversario in un muro o nel pavimento.
  - Super Burying Punch: Burying Punch eseguito con maggiore forza; in realtà Oga si è limitato ad aggiungere "Super" al nome della tecnica di base.
  - Ultimate Burying Punch: Burying Punch eseguito con la forza generata da Beel, scaraventa via il nemico e lo conficca nel terreno dalla testa alla vita.
- Zebul Blast: un pugno che grazie all'energia demoniaca di Beel è in grado di generare un'esplosione capace di distruggere un edificio intero.
- Spada Demoniaca Alaindelon: tecnica alquanto inutile che consiste nell'afferrare Alaindelon per una caviglia e utilizzarlo per colpire i nemici come se fosse una spada.
- Super Milk time: tecnica appresa dopo essere stato iniziato al controllo del potere demoniaco. Grazie ad un beverone, di cui però non deve abusare (rischia di scambiarsi di corpo con Beel), può momentaneamente concentrare energia demoniaca nei suoi colpi, che divengono devastanti. Se abusa di questa tecnica, Oga e Beel si fondono: sulla schiena di Oga compaiono delle ali simili a quelle di una mosca su cui si trova il Simbolo della famiglia reale, i capelli diventano verdi e la personalità di Beel entra nel corpo di Oga. Una volta sciolta la fusione, Oga e Beel si scambiano temporaneamente i corpi.
  - Super Korokke Time: tecnica presente solo nell'anime simile al Super Milk Time: Beel mangia le crocchette preferite di Oga, fondendosi così con il padre adottivo. La differenza con il corrispettivo Milk Time sta nel fatto che Oga conserva la propria personalità; inoltre sembra che la forza generata da questa tecnica sia superiore a quella del suo corrispettivo.
- Zebel Emblem: Oga mette un sigillo demoniaco su un punto, poi lo colpisce con un pugno provocando una esplosione. Maggiore è il numero di pugni che colpiscono l'emblema, più grande è l'esplosione.
- Zebel Emblem:Formula 100: Oga mette un centinaio di sigilli. Colpendone uno esplodono tutti a catena. Con questa tecnica sconfigge da solo tutti i membri della Divisione dei 34 Pilastri.
- Zebul Finisher: Tecnica finale di Oga, si tratta di un raggio di energia demoniaca scagliato tenendo una mano chiusa a pugno dentro l'altra quando Beelze e Oga sono uniti. Questa tecnica è definita come la tecnica finale del Re dei Demoni, sufficiente a eliminare Satana e Fuji in un colpo solo.

### Beel
Kaiser de Emperana Beelzebub IV (カイゼル・デ・エンペラーナ・ベルゼバブ4世?, Kaizeru De Enperāna Beruzebabu Yonsei), chiamato semplicemente Beel (ベル坊?, Berubō), è il figlio più giovane del Re Satana, giunto sulla terra per crescere e una volta adulto poterla distruggere. Va in giro nudo (nell'anime in Italia viene censurato mettendogli un pannolino) e ha sempre un ciuccio in bocca. Molto affezionato a Oga, da cui non si separa mai e generalmente lo si può trovare sulla sua spalla o sulla sua testa (quando Oga lo minaccia con le sue facce mostruose lui, invece di spaventarsi, grida di felicità e si accoccola a lui teneramente). Quando è agitato inizia a piangere e ad emettere potenti scariche elettriche che colpiscono le persone nelle vicinanze (solitamente Hilda, Oga e Furuichi). Quando il suo pianto raggiunge livelli critici genera una tempesta di fulmini potenzialmente letale dal suo corpo: in quello stato l'unico in grado di fermarlo è il Re dei Demoni, suo padre biologico; tuttavia anche Oga, con colossale stupore di Hilda, è capace di farlo smettere, mettendogli la mano sulla testa e dicendogli che un vero uomo non deve mai piangere e mostrarsi debole. Si diverte molto con cose che normalmente spaventerebbero i bambini della sua età, ma ha il terrore degli insetti.
Nonostante il suo alto rango, Beel nel mondo umano è più debole di un comune neonato (affronta senza successo anche un gatto) e solo con il potere di Oga, suo contraente, può liberare la sua forza. Nel mondo dei demoni però è riuscito a sconfiggere mostri enormi con facilità. Oltre a Oga e Hilda (che solo dopo molto tempo iniziano a non risentire, ma solo a volte, delle scariche elettriche del pianto di Beel), Beel dimostra di avere simpatia per Aoi (è l'unica che non abbia mai fulminato con le sue lacrime) e soprattutto Tojo (in quanto molto simile a Oga). Per un breve periodo sceglierà proprio questi come "padre", in quanto la sua energia demoniaca rischiava di danneggiare Oga e inconsciamente il bambino aveva spezzato il loro legame. Ha una certa rivalità (seppur con risvolti comici) con il suo coetaneo Kota, fratello di Aoi. Ha un fratello maggiore di nome En'o, giunto anch'egli sulla Terra per distruggerla. La nipote di Hajime, Futaba (viziatissima e che usa un linguaggio triviale, pur essendo poco più grande di Beel), e la piccola Chiyo (di 4 anni, ma incredibilmente precoce, tanto da fare discorsi di una persona tra i sedici e i diciotto anni) sono innamorate di lui, quando le due si incontrano Beel viene messo in mezzo e gli viene chiesto subito di scegliere la sua futura moglie, di tutta risposta Beel, in crisi, scappa e torna in braccio a Oga, facendo capire che il padre è la persona più importante per lui. Nonostante non sappia parlare, Beel capisce spesso tutto quello che Oga gli dice e sembra che molte volte anche Oga lo capisca, anche se parla solo per versi. La sua prima parola sarà "papà", rivolta a Oga: da quel momento lo chiamerà solamente in quel modo. Durante il timeskip successivo alla sconfitta di Satan impara a dire anche "ciao, Furuchin!" (rivolto, ovviamente, come presa in giro a Furuichi).
Nella serie animata è doppiato da Miyuki Sawashiro e da Serena Clerici in italiano.

#### Aoi Kunieda
Aoi Kunieda (邦枝葵?, Kunieda Aoi) è una studentessa del secondo anno, leader delle Red Tails, un gruppo di delinquenti donne. È chiamata "Regina" per il fatto che protegga le studentesse dell'Ishiyama dai ragazzi. Figlia di un sacerdote, vive nel tempio di famiglia assieme al nonno e al fratellino Kota, di cui si prende cura. Sarà proprio con lui che incontrerà Oga al parco: Aoi, travestita per non farsi riconoscere, farà amicizia con il ragazzo e Beel. Il giorno dopo incontrerà nuovamente Oga a scuola (senza che questi la riconosca; e quando lo reincontra badando a Kota continua a "nascondersi" con lo pseudonimo di Aoi Kunie, cugina di Kunieda) con suo grande stupore e lo affronterà senza successo e scambiando i suoi tentativi di cederle Beel per delle avance. Deciderà poi di lasciare le Red Tails, per tornare a essere una normale studentessa; in quanto secondo il loro regolamento non ci si può fidanzare e lei si è ormai innamorata di Oga. È una maestra dello stile Shingetsu, appreso dal nonno: per combattere usa con grande maestria una bokken, anche se è in grado di usare qualsiasi arma. È anche in grado di capire subito la forza e le debolezze degli avversari. È innamorata di Oga, cosa che però nega in pubblico e per questo nutre gelosia verso Hilda, per via della sua relazione con Oga, portando le due a un rapporto conflittuale. Rivela di sfuggita ad Oga di essere innamorata di lui durante la battaglia contro Fuji, ma viene interrotta da quest'ultimo e pietrificata. Nei capitoli autoconclusivi ambientati dopo la battaglia contro Satan, però, la situazione sentimentale dei due non è cambiata, per cui probabilmente Oga non aveva capito cosa intendesse realmente Kunieda. Nonostante lei sia già superiore al livello umano come forza, ottiene un incremento ancora maggiore ottenendo il marchio del Re, è la seconda a riceverlo dopo Hajime, quindi ha il numero 2. Il suo marchio è sopra il seno. Allo stato attuale non può ancora usare le tecniche oscure unite al Marchio del Re, perché usare una potenza simile combinata sarebbe eccessivo per il suo corpo.
Nella serie animata è doppiata da Aki Toyosaki e da Martina Felli in italiano.

### Hilda
Hildegarda (ヒルデガルダ?, Hirudegaruda), anche se preferisce essere chiamata Hilda, è la balia proveniente dal regno dei demoni che assieme a Oga alleva il piccolo Beel. Hilda prende molto sul serio il suo ruolo da "madre" e lo considera un grande onore. Veste sempre con abiti in stile gothic lolita, ha capelli biondi, occhi verdi (di cui uno sempre coperto dalla frangia) e un seno prosperoso. Usa un demone alato di nome Aku-Baba come mezzo di trasporto e la si può vedere spesso con un ombrello in mano, che in realtà nasconde una spada. È nata in una delle casate più nobili ed è considerata fra le migliori bambinaie demoni. Ha 16 anni ed è al servizio del piccolo Beel da quando ne aveva 14. Vive a casa di Oga (la sua famiglia infatti crede che Beel sia loro figlio e che provenga da Macao anziché dal Makai, il mondo dei demoni). Ha una personalità fredda, anche se talvolta dimostra il suo lato gentile. Inizialmente non ha una grande opinione di Oga di cui spesso si fa beffe della sua intelligenza e lo riprende spesso per il suo comportamento verso Beel, ma si dimostra preoccupata per lui in alcune occasioni; alla fine del manga arriverà a definirlo come il vero "padre" di Beel. Anche il suo atteggiamento verso Beel cambia col tempo: da incarico da assumere con onore proverà poi un affetto più materno verso il piccolo. Diventerà poi studentessa alla Saint Ishiyama nella classe di Oga, per seguire meglio lo svolgersi delle vicende.
Ha una grande conoscenza del mondo dei demoni ed è un eccellente combattente, sia a mani nude che con la spada. Quando fa sul serio il suo corpo viene avvolto da un'aura nera che poi può focalizzare nella spada per un potente attacco. Come Beel e gli altri demoni, non può usare tutto il suo potere nel mondo umano, senza usare un contraente umano.
Il suo occhio sinistro è di colore diverso dal destro e possiede l'abilità di mettere a fuoco ogni movimento dieci volte più velocemente del normale, vedendo così le azioni altrui come se fossero rallentate di dieci volte. Con questo potere batte Aoi in poco tempo (mentre quando non lo usa le due sono quasi alla pari). Copre l'occhio poiché la visione rallentata dell'occhio sinistro unita alla visione normale dell'occhio destro le dà fastidio, oltre che per un fattore estetico.
All'Ishiyama è conosciuta come "la sposa di Oga". Ha una sorta di rivalità con Aoi. Nell'anime è appassionata di soap opera.
Hilda, a seguito del fuoco di Salamander, perde tutti i suoi ricordi e dimentica anche di essere un demone. La sorella di Oga le spiega (non conoscendo la realtà) che lei è un'umana normalissima, che è straniera e che lei e Oga sono sposati e genitori di Beel. In questo stato, Hilda è timida con Oga e inizia a chiamarlo Tatsumi, inoltre è incredibilmente affettuosa, come una vera madre, con Beel e lo chiama per nome, e non "signorino". Hilda si comporta come se fosse davvero la moglie di Oga e sembra che provi anche dei sentimenti per lui, arrossendo spesso quando lo guarda, e anche Beel è più felice quando lei si trova in questa condizione, così tanto che lei riesce persino a farlo vestire e lui non prova nemmeno a spogliarsi, cosa che ha sempre fatto categoricamente anche con la vera Hilda e Oga stesso. È molto più gentile e solare con tutti e sembra anche molto più felice così. I soli punti che sembrano restare invariati sono il fatto che consideri Furuichi un idiota (come dice lei stessa, anche se non si ricorda nulla di lui, sente di doverlo considerare tale) e che sembra avere una sorta di rivalità con Aoi, ma non per le attenzioni del piccolo Beel, bensì per Oga. Hilda cerca anche di dormire nello stesso letto con Oga, pensando che sia una cosa normale tra marito e moglie, e quando quest'ultimo se la ritrova accanto urla e salta fuori dal letto, dicendole che loro non dormono mai insieme, facendola diventare triste e chiedendogli cosa non le piacesse di lei. Vedendo quanto Oga voglia farla tornare la Hilda di prima, lei si sente triste perché senza i suoi ricordi è felice, e le dispiace che gli altri non sopportino la sua nuova personalità, che tanto piace a lei. La cosa che preferisce Oga della Hilda smemorata è che sia molto brava a cucinare, diversamente dalla vera Hilda, le cui pietanze vengono da lui definite degli "attacchi chimici" veri e propri, tanto sono sgradevoli. Il solo modo per far tornare ad Hilda la memoria è che riceva un bacio dal suo principe azzurro. Tale "principe", contrariamente a quanto credevano tutti, non è Oga ma colui che la vera Hilda ritiene essere tale, ovvero Beel: quando quest'ultimo le dà un bacio, la sua memoria torna perfettamente. Stando a ciò che viene detto da Hilda stessa, non ha alcun ricordo del suo periodo da smemorata, e torna infatti a trattare male e ad insultare Oga nei modi più dispregiativi possibili, come sempre. Nonostante recuperi la memoria, qualche traccia della sua seconda personalità permane, come quando chiama Oga per nome. Da quel momento in poi, ogni volta che Hilda viene baciata dal piccolo Beel perde la memoria, per poi riacquisirla con un secondo bacio, tuttavia la sua seconda personalità non dimentica ogni volta tutto, ma riparte dall'ultima volta che è stata presente (la seconda volta che compare è memore del suo primo periodo, quindi ricorda la famiglia di Oga, Furuichi e altre persone, si comporta anche in modo più simile al suo vero carattere, restando però più affettuosa sia con Beel sia, soprattutto, con Oga). La ragione di questo comportamento dolce, gentile e affettuoso di Hilda quando perde la memoria viene spiegata dalle domestiche di En, il fratello maggiore di Beel: Hilda si è impegnata così tanto per diventare una balia esemplare da annientare ogni sua emozione in nome della lealtà e devozione al proprio padrone, cioè Beel. Ma se questa lealtà viene dimenticata, essa può essere sostituita dall'amore, ragion per cui Hilda sembra essere molto più felice senza i suoi ricordi.
Nella serie animata è doppiata da Shizuka Itō e da Debora Magnaghi in italiano.

### Takayuki Furuichi
Takayuki Furuichi (古市 貴之?, Furuichi Takayuki), autoproclamatosi Furuichi lo Stratega, è uno studente al primo anno dell'Ishiyama ed è probabilmente l'unico non-delinquente della scuola. Le sue abilità in combattimento sono infatti scarse, preferendo la strategia all'azione. Per questo tende sempre a evitare le lotte, a meno che non ci siano delle ragazze in pericolo: infatti, seppur senza troppa fortuna, è un donnaiolo. A causa di parecchi malintesi con Lamia finirà per guadagnarsi l'appellativo di pedofilo, oltre ad altri appellativi quali Ichidiota, pervertito, stupidichi, disgustichi, annoichi o pervertichi (originariamente Furuchin, quest'ultimo deriva da una storpiatura del suo cognome). Ha ottimi voti ed è la persona più razionale nel gruppo di delinquenti di Oga. Spesso si lamenta di lui e del suo comportamento e del fatto che finisce sempre per essere coinvolto nei guai a causa sua: tale lamentele vengono generalmente soppresse violentemente. Lo invidia anche per il fatto che viva assieme a Hilda e che sia l'oggetto delle attenzioni di Aoi. Nonostante ciò sono amici fedeli e pronti a intervenire l'uno in difesa dell'altro, anche se a volte Furuichi (esasperato) si prende qualche mini rivincita. Di famiglia benestante, vive con i genitori, la sorella minore Honoka e Alaindelon, trasferitosi a casa sua nonostante il suo parere contrario dopo una sorta di fraintendimento simile a quello tra Oga e la sua famiglia riguardo a Hilda. Al termine dell'avventura all'istituto St.Marx riceverà come compenso degli insoliti cleenex, che lo porteranno al centro dell'attenzione generale: se inseriti in ambedue le narici consentono di evocare un demonie a caso della Divisione dei 34 pilastri demoniaci, che nel tempo userà per rivalersi dell'atteggiamento denigratorio da cui è bersagliato. Nonostante i frequenti insulti e prese in giro tutti lo considerano come un alleato prezioso e un buon amico. Possiede una grande predisposizione a stipulare contratti con demoni, infatti riesce ad avere contratti multipli con tutti i generali della Divisione dei Pilatri. Ottiene, nella battaglia contro Satana, un Emblema del Re con il numero 0.
Nella serie animata è doppiato da Takahiro Mizushima e da Alessandro Capra in italiano.

### Alaindelon
Batim do Emuna Alaindelon (バティム・ド・エムナ・アランドロン?, Batimu Do Emuna Arandoron) è un demone che lavora per Hilda. È capace di trasferire più oggetti e persone da un luogo all'altro (ciò lo rende un "fattorino" di classe elevata), anche attraverso le dimensioni. Per farlo apre il suo corpo e ingloba l'obiettivo. Fluttuava sul fiume colpito da una freccia quando assiste a una lotta di Oga, che lo convince del fatto che sia la persona adatta a fare da genitore per Beel. Nonostante non invitato e con conseguente opposizione, si trasferirà poi a casa di Furuichi, verso cui si mostra piuttosto ossequioso ed affezionato (forse anche ambiguamente).
Muscoloso, il suo aspetto richiama quello di Freddie Mercury e solitamente è vestito in boxer e maglietta. Hilda ha una grande opinione di lui e delle sue abilità. Nel mondo dei demoni ha un'affascinante figlia di nome Angelica. Prende il suo nome dall'attore francese Alain Delon.
Nella serie animata è doppiato da Wataru Takagi e da Claudio Moneta in italiano.

## Liceo Ishiyama
Scuola frequentata da delinquenti che passano tutto il tempo ad azzuffarsi fra loro, a causa delle continue lotte ha un aspetto rovinato e decadente. Verrà distrutta accidentalmente da Oga due volte. Il leader della scuola è Oga stesso e i Tohoshinki sono la sua guardia.

### Tōhōshinki
I Tōhōshinki (東邦神姫?, Tōhōshinki) sono i quattro leader delle forze delinquenti dell'Ishiyama. Il nome deriva dal primo carattere dei loro quattro cognomi. Nel corso del tempo, senza farci troppo caso e forse senza volerlo ammettere, dopo che Oga si dimostra il più forte e li coinvolge nelle sue avventure, pur nelle loro individualità e rivalità divengono una comitiva affiatata e legano tra loro, mentre all'inizio agivano separatamente. Il loro leader diventa Oga dopo che quest'ultimo batte Tojo, il più forte dei quattro. Col passare del tempo, affrontando continuamente combattimenti insieme e legando, i Tohoshinki diventano dei veri e propri subordinati di Oga. La loro fedeltà e il riconoscimento di quest'ultimo come capo fa comparire sul loro corpo il Marchio del Re, un simbolo identico a quello del demone in questione (in questo caso Beel), ma con un numero (che non indica la forza, ma l'ordine in cui questo è comparso sul corpo). Il Marchio del Re compare solo sul corpo di coloro che hanno giurato di prestare una vita di servitù e lealtà nei confronti del proprio Re e conferisce ad essi dei poteri sovrumani, quali un incredibile incremento della forza fisica e della velocità, la capacità di guarire e recuperare le forze molto più velocemente, infine una certa quantità di potere demoniaco, che consente di respingere gli attacchi dei demoni e di combatterli alla pari. Nonostante i Tohoshinki non abbiano mai prestato giuramento, il marchio compare comunque sul loro corpo, anche dopo questo ognuno di loro afferma di essere indipendente e non un subordinato di Oga, ma allo stesso tempo riconoscono il fatto che lui sia il loro leader e questa fiducia e il potere di Beel ha fatto sì che ottenessero la sua forza. Al momento i Tohoshinki sono gli unici sui quali sia comparso il Marchio del Re, nell'ordine sono: Kanzaki (compare quando, in una situazione critica, si rialza in piedi dopo che il capo dei suoi avversari insulta Oga e lui risponde di non osare insultare il suo leader), Kunieda (compare contro Ringo, la precedente leader delle Code Rosse, dopo che Oga le dà coraggio e le fa tornare la determinazione di sempre, spingendola a scegliere di proteggere sia le persone care sia i sentimenti che prova), Himekawa (compare anche a lui, ma il momento esatto non viene mai mostrato, anche perché dopo la sua apparizione lo ha coperto con un falso emblema per ingannare i nemici) e Tojo (comparso in allenamento contro Oga).

#### Hajime Kanzaki
Hajime Kanzaki (神崎 一?, Kanzaki Hajime) è il primo del gruppo ad essere introdotto. È il più debole ma al tempo stesso è quello apparentemente dotato di maggior potere all'interno della scuola. Studente del terzo anno, ha una personalità sadica e scarso rispetto verso i suoi subordinati. Per questo Oga lo affronta, intenzionato a perdere, nel tentativo di scaricare a lui il compito di allevare Beel. Dopo aver visto però come trattava uno dei suoi, Oga ha deciso di sconfiggerlo, gesto fatto con il minimo sforzo. Dopo la sua sconfitta perde quasi tutti i suoi tirapiedi (tranne per Shiroyama e Natsume), iniziando però a trattarli come amici: infatti la rivalità coi 6 Cavalieri inizierà con un torto fatto ai danni di Shiroyama. Aiuterà in seguito Oga e compagni contro la Saint Ishiyama e nella ricerca di En'o e, col passare del tempo, seppur non voglia ammetterlo inizia a legare con Oga e gli altri Tohoshinki. Il suo stile di combattimento è semplice ma brutale, basato principalmente sui calci, senza però far uso di mosse particolari. Anche lui, come gli altri tre, migliora continuamente, seppur rimanendo nettamente più debole, specie rispetto a Kunieda e Tojo. La situazione, però, cambia notevolmente al seguito dello scontro con i subordinati di Nasubi. Mentre viene picchiato e cade al suolo, Oga arriva e avverte che Kanzaki non è ancora stato sconfitto, e sulla parte sinistra della schiena di Hajime compare il marchio del Re (quasi uguale a quello di Oga), solo che al posto del lineamento centrale vi è il numero 1. Hilda spiega che il marchio del Re viene donato soltanto ai guerrieri che hanno giurato una vita di servitù e lealtà al proprio Re. Di solito serve un duro allenamento per padroneggiarla, ma Hajime riesce a sfruttarne subito i poteri mettendo al tappeto i subordinati di Nasubi (tutti dotati dello stesso potere), ma affermando di non essere il subordinato di Oga. Nonostante le sue parole, però, il simbolo significa che ha riconosciuto, almeno interiormente, Oga come leader e, attraverso Beel, ciò gli ha conferito il potere demoniaco. Grazie al marchio del re, la potenza di Hajime riesce a superare il livello umano. Proviene da famiglia yakuza ricca e potente; Furuichi lo definisce come figlio di "tu sai cosa", alludendo forse al fatto che si tratta una famiglia criminale. È goloso di yogurt.
Nella serie animata è doppiato da Tomokazu Sugita e da Paolo De Santis in italiano.

#### Tatsuya Himekawa
Tatsuya Himekawa (姫川竜也?, Himekawa Tatsuya) è uno studente del terzo anno, è figlio ed erede del presidente del gruppo finanziario Himekawa. Si riconosce per la sua pettinatura a Pompadour o a "banana" - come viene chiamata nell'edizione italiana -, per la quale è spesso oggetto di battute o situazioni comiche (le poche volte che disfa il pompadour nessuno lo riconosce). È un abile combattente, ma tende a usare sotterfugi per vincere, come usare una lastra di ceramica nascosta sotto la maglietta come scudo o usare un bastone elettrico. Usa anche la ricchezza della sua famiglia come arma, corrompendo le persone per farle passare dalla propria parte o ingaggiandole per farle fare il lavoro sporco al posto suo; tuttavia questo comporta pure che i suoi sottoposti non legano con lui. Non si fa problemi neppure a rapire persone o ricattarle: rapisce Furuichi e Hilda (lei in realtà lo lascia fare) per attirare e sconfiggere Oga, ma otterrà l'effetto contrario (seppur in forma incompleta, sarà il primo a subire il Zebul Blast), venendo anche abbandonato da tutti i suoi subordinati. È indubbiamente il più individualista di tutti, nonché molto abile in trattative e negoziati; nondimeno sfrutta molto la strategia. Come Kanzaki, aiuterà Oga e compagni contro la Saint Ishiyama e nella ricerca di En'o. È talmente ricco da possedere interi piani di un condominio di lusso, oppure da comprare una software house per vincere una partita online. Dimostra anche di essere di bell'aspetto, senza gli occhiali e la sua pettinatura solita, cui però tiene moltissimo: nell'anime viene rivelato che è il simbolo distintivo della sua famiglia e che senza la sua capigliatura ha la metà della sua effettiva forza.
Invocato da loro, introduce Oga & co. nella sua ex scuola, l'esclusivo istituto San Marx, per recuperare un prezioso dipinto di Iris. Qui reincontra l'ex amico Kugayama, l'unico che (a suo avviso), proprio per via del quadro, sia riuscito a gabbarlo. È da quell'esperienza Himekawa crede solo nel denaro. Alla fine si scopre che costui in realtà è una ragazza: la sua fidanzata designata da ambo le famiglie; sotto questa nuova luce cambia un po' idea e si vendica in modo più lieve ed ironico. 
La sua forza subisce un incremento notevole quando ottiene anche lui il marchio del Re (riesce persino a sconfiggere, seppur senza restare illeso, Tojo, il quale era già stato in grado di fronteggiare dei pilastri demoniaci e sconfiggerli da solo), è il terzo ad ottenerlo, ragion per cui su di esso vi è il numero 3, ed è posto sull'avambraccio sinistro. All'inizio sembra che il suo marchio sia quello di uno dei nemici di Oga, ma in realtà è stata tutta una messinscena in cui Himekawa ha ingannato i suoi stessi compagni per riuscire a condurli alla vittoria e scoprire tantissime cose sui demoni e sulla Solomon Company, per ottenere questo risultato ha speso milioni di dollari ma, a suo dire, erano soltanto delle briciole (ciò fa intendere che Himekawa sia multimilionario) e mostra che il suo marchio era solo un falso posto sopra al suo vero marchio numero 3 con il simbolo di Beel. Con questa azione si dimostra, oltre che smodatamente ricco, anche incredibilmente scaltro e intelligente, dimostrando anche la sua lealtà verso Oga e ammettendo apertamente che il suo piano ha potuto funzionare solo perché il suo leader è molto forte.
Nella serie animata è doppiato da Ogino Seirou e da Luca Bottale in italiano.

#### Hidetora Tojo
Hidetora Tojo (東条英虎?, Tōjō Hidetora) è uno studente del terzo anno nonché membro più forte dei Tōhōshinki. È poco presente a scuola, per via dei suoi numerosi lavori part-time. È continuamente in cerca di avversari forti e per questo mette gli occhi su Oga. Dimostra di avere un certo senso dell'onore e non usa la forza per imporsi sugli altri. Si scontra con Oga in due occasioni, vincendo la prima volta (seppur di poco, come lui stesso ammetterà) e perdendo la seconda. Per un breve periodo sarà scelto da Beel come suo "padre", anche se ciò era dovuto alla febbre che aveva. Viene detto poi che Tojo non sarebbe potuto essere il padre di Beelzebub a causa della sua natura nel complesso gentile. Come Oga, la cui personalità è alquanto similiare, il suo stile di lotta si basa sull'istinto e sulla forza bruta e possiede grandi doti fisiche. È l'unica persona, esclusi i demoni e Saotome, a riuscire a combattere alla pari con Oga pur non avendo poteri demoniaci; insieme a lui è anche l'unico ragazzo che riesce a combattere temporaneamente i demoni solo con le sue forze. Da bambino veniva maltrattato dagli altri teppisti di strada, fino al giorno in cui Zenjuro Saotome prese le sue difese. A causa del rispetto che aveva per quest'ultimo decide di tatuarsi il simbolo della Famiglia Reale del Mondo dei Demoni (che Saotome aveva sulla spalla). Deciderà di allenarsi sotto la guida di Saotome per diventare più forte. È incredibilmente forte, tanto da riuscire a fermare a mani nude la spada supersonica di un demone e a farla a pezzi, per poi stendere due demoni di alto livello da solo. È il più vicino del gruppo ad Oga per potenza, tanto da essergli quasi alla pari quando anche lui ottiene il marchio del Re, è il quarto e quindi dispone del numero corrispondente, esso si trova sulla sua spalla sinistra. È un ottimo cuoco ed un abile carpentiere, ed è molto affezionato a ciò che crea: quando l'istituto Akumano da lui costruito viene ridotto in cenere si mette a piangere.
Nella serie animata è doppiato da Tomokazu Seki e da Lorenzo Scattorin in italiano.

### Satsu Rikuengi
I Satsu Rikuengi sono un gruppo di sei nuove matricole che puntano a scalzare Oga dalla vetta dell'Ishiyama. Tutti hanno stipulato un patto coi demoni grazie alla mediazione della misteriosa Organizzazione Solomon. Dopo essere stati sconfitti, Shinobu, Yohei, Ringo, Kankuro ed Ebian si alleano con Oga allo scopo di poter sconfiggere Fuji, il più potente dei sei.

#### Le tre bestie
- Fuji (藤?, Fuji)

Considerato da tutti "il guerriero più forte nella storia dei primini dell'Ishiyama". Ha stretto un patto con il desideroso di vendetta Satan, che lo ha reso pressoché imbattibile. Non si sa molto del suo passato, né di come da semplice Hikikomori, sia potuto diventare un teppista molto temuto. Come Oga, anche Fuji può fondersi col proprio demone, utilizzando una variante dell'Ankoku Buto; oltre a questo, il suo potere principale, è quello di pietrificare le persone, come avviene nell'ultima parte del manga: l'unico inconveniente di questa tecnica, è che se Fuji necessità di potere demoniaco, la pietrificazione si scioglie, e parte delle energie tornano in lui. Viene sconfitto da Oga al termine del manga, con lo Zebul Finisher.
- Shinobu Takamiya (鷹宮 忍?, Takamiya Shinobu)
- Yōhei Nasu (奈須洋平?, Nasu Yōhei)

#### I tre re
- Ringo Hōjō (鳳珹林檎?, Hōjō Ringo)

Ringo è la precedente leader delle Code Rosse, colei che ha succeduto a Misaki Oga. È una ragazza aggressiva, sleale e accanita fumatrice. Ha ancora dalla sua il vecchio gruppo di Code Rosse, che la seguono ciecamente. La forza di Ringo è più o meno pari a quella di Aoi (anche se Ringo era stata potenziata dal demone perverso che collabora con Aoi stessa, scomparso quel giorno, così come tutte le sue seguaci), ma combatte slealmente. Prendendo in ostaggio le amiche di Aoi e anche Oga (solo il suo corpo, visto che in quel momento dentro c'è Beel). Aoi risveglia contro di lei il marchio del Re e stende tutte le sue seguaci e Ringo stessa con dei colpi devastanti. Subito dopo le Code Rosse fedeli a Ringo giurano fedeltà ad Aoi, la quale scrive su tutte le loro giacche che sono false code rosse. Subito dopo, però, Aoi dice alle seguaci di Ringo che, se lo vorranno, potranno tornare ad essere delle Code Rosse insieme alle sue amiche, idem per la stessa Ringo.
- Kankurō Akahoshi (赤星 貫九郎?, Akahoshi Kankurō)

Akahoshi è un ragazzo molto simile ad Oga, sia fisicamente sia volto, la cosa in cui differiscono è la pettinatura, che rimane comunque non molto diversa. Quelli della Solomon Company lo hanno soprannominato "l'Oga dei Poveri", ritenendo che la sola cosa in comune con Oga fosse l'aspetto e che in forza fosse nettamente inferiore. Il suo demone è Mammon e, contrariamente alle aspettative, riesce ad usarlo molto bene. La potenza del suo demone è tale da poter emettere un'energia che riesce anche a trapassare il corpo dei demoni. A seguito di un doppio combattimento in cui entrambi vincono in pochi secondo, Akahoshi propone ad Oga di fare squadra con il suo gruppo, proponendo di condividere anche ogni informazione ed Oga accetta. Così facendo il gruppo di Akahoshi e quello di Oga divengono alleati.
- Ebian Ichikawa (市川 蝦庵?, Ichikawa Ebian)

### Altri
Takeshi Shiroyama (城山猛?) e Shintaro Natsume (夏目慎太郎?, Natsume Shintarou)
Doppiati da Kenji Nomura e Daisuke Kishio (ed. giapponese), ? (ed. italiana, 1ªvoce Shiroyama), Marcello Moronesi (ed. italiana, 2ªvoce Shiroyama) e Andrea Oldani (ed. italiana, 1ªvoce Natsume), Simone Lupinacci (ed. italiana, 2ªvoce Natsume)
Studenti del terzo anno, fedeli a Kanzaki anche dopo la sua sconfitta. Shiroyama agisce spesso come voce della ragione per Kanzaki, suo idolo, nonostante quest'ultimo lo tratti con modi scortesi e spesso violenti. Natsume partecipa raramente agli scontri, nonostante sembri essere molto forte: ha eliminato da solo gli Mk5, e probabilmente è riuscito a tener testa a Jinno e Aizawa, impresa fallita persino dai Tohoshinki Kanzaki e Himekawa. Sembra inoltre fisicamente molto resistente, essendo scampato dall'esplosione dell'Ishiyama senza nemmeno un graffio. Oga stesso nota la sua forza. Tutti e due si ritroveranno all'istituto Saint Ishiyama dopo la "accidentale" distruzione della loro scuola. Qui, Natsume prende parte con gli altri alla partita di pallavolo, dopo essere stato convinto da Hilda, che per farli giocare aveva rapito lui (mentre faceva un bagno), Himekawa (mentre guardava la tv), Kanzaki (mentre cenava), Tojo (mentre dorme) e Furuichi (mentre era sul wc).
Chiaki Tanimura (谷村 千秋?, Tanimura Chiaki), Nene Oomori (大森 寧々?, Oomori Nene) e Yuka Hanazawa (花澤由加?, Hanazawa Yuka)
Doppiate da Aoi Yūki, Ayahi Takagaki e Haruka Tomatsu, e in italiano da Alice Bertocchi, Beatrice Caggiula e Deborah Morese
Membri delle Red Tails, fedeli a Kunieda. Chiaki è taciturna e l'unica a supportare l'amore di Aoi verso Oga. In battaglia usa delle pistole da softair (pistole ad acqua nell'anime), riuscendo a usarne quattro alla volta. Yuka è invece loquace e affronta i nemici a mani nude, col passare del tempo inizia ad ammirare molto Kanzaki e i due iniziano ad andare molto d'accordo col tempo, seppur a loro modo, tutti pensano che i due escano insieme. Nene è il secondo di Kunieda e successivamente acquisirà la carica di leader delle Red Tails. È più aggressiva di lei ed usa delle catene in battaglia.
Kaoru Jinno (陣野かおる?) e Shoji Aizawa (相沢 庄次?, Aizawa Shōji)
Doppiati in italiano da Mosè Singh e Francesco Rizzi
Sottoposti di Tojo ed abilissimi combattenti: mettono in seria difficoltà sia Kanzaki che Himekawa.
Ryuichi Sanada (真田 竜一?, Sanada Ryūichi) e Ryuji Sanada (真田 竜二?, Sanada Ryūji)
Doppiati in italiano da Ruggero Andreozzi e Mattia Bressan
Fratelli teppisti del secondo anno conosciuti come i Fratelli Sanada, il "drago a due teste del liceo Ishiyama". Ryuichi è di poco più grande di Ryuji ed utilizza come arma una motosega, la "Texas Chainsaw Ammazzanemici". Vengono entrambi sconfitti da Oga con un solo colpo.
Shimokawa (下川?)
Doppiato in italiano da Francesco Mei
Conosciuto come "Good Night Shimokawa", per via della frase che usa più spesso. Debole, viene sconfitto da Oga senza sforzi. Ha un debole per Kunieda (con conseguenti disavventure amorose). Tempo dopo tende ad affiancare i MK5.
Abe (阿部?, Abe)
Doppiato in italiano da Federico Zanandrea
Studente del secondo anno dall'aspetto massiccio, è conosciuto come "Killer Machine" (キラーマシーン?, Kirā Mashīn). Viene sconfitto da Oga con un solo colpo.
MK5 (MK5?)
Sigla per "Maji de Kuki yomenai 5" ("i cinque davvero poco svegli"). Un gruppo di delinquenti sospesi da scuola, famosi per la loro crudeltà e la scarsa igiene, non si fanno problemi a usare armi vere, anche perché sono in realtà molto deboli. I loro nomi sono: Ikari (碇?, Ikari)
Doppiato in italiano da Marco Benedetti
il leader; Shimamura (嶋村?, Shimamura)
Doppiato in italiano da Andrea Colombo Giardinelli;
Chato (茶籐?, Chatō)
Doppiato in italiano da Matteo Bianchi;
Nakata (中田?, Nakata)
Doppiato in italiano da Gabriele Donolato;
Buu (武宇?, Buu)
Doppiato in italiano da Francesco Maggioni.
Nonostante i continui tentativi di battere il gruppo dei protagonisti vengono sempre eliminati facilmente: la loro specialità è definita "sconfitta in una pagina".
Miwa (美破?, Miwa)
Teppista dagli atteggiamenti effeminati, si fa chiamare Queen (regina) e detesta Aoi anch'ella soprannominata proprio con questo appellativo e ben più popolare. Si allea con gli MK5 per mettere contro Oga e Aoi, ma alla fine viene smascherato e messo fuori gioco.

## Istituto privato Saint Ishiyama
Scuola privata gemellata con il liceo Ishiyama: a sua differenza, però, è una normale scuola, priva di delinquenti. Dopo l'accidentale distruzione del liceo, Oga e compagni sono costretti a trasferirsi temporaneamente qui, dove ricevono però un'accoglienza fredda.

### Rokkisei
L'ordine all'interno della scuola è mantenuto dai Rokkisei (六騎聖?, Rokkisei), ovvero i "sei cavalieri sacri", sei capitani di club sportivi e in possesso di notevole forza e abilità nel combattimento. Hanno un'autorità pressoché totale sugli studenti della scuola. Intenzionati a sbarazzarsi di Oga e i suoi amici decidono di affrontarli prima in un combattimento e poi in una partita a pallavolo.

#### Kaname Izuma
Kaname Izuma (出馬要?, Izuma Kaname)
Doppiato in italiano da Massimo Triggiani
È uno studente al terzo anno, presidente del consiglio studentesco, maestro nello stile Izuna e di Miki e leader dei Rokkisei. È il più forte del gruppo e in possesso di una grande autorità, persino sul corpo docenti: la sua personalità oscilla fra un atteggiamento tranquillo e controllato e uno più incline alla violenza. Riconosce il legame tra Oga e Beel, in quanto egli stesso è discendente di un demone fuggito nel mondo umano ed è in grado di usare l'energia demoniaca. Proprio per aver usato i suoi poteri in pubblico è stato espulso dalla sua precedente scuola. Riconosciuto il suo potere e talento, il preside della scuola lo ha invitato alla Saint Ishiyama, per proteggerlo. In termini di forza è pari a Oga e Tojo, ma a differenza loro verrà sconfitto dai demoni invasori e salvato da Tojo.

#### Hisaya Miki
Hisaya Miki (三木久也?, Miki Hisaya)
Doppiato in italiano da Ezio Vivolo
È l'unico studente del primo anno a far parte del gruppo, è il capitano del club di karate, abile nell'uso del Bājíquán e del fittizio stile Izuma. Miki conosceva già Oga sin dai tempi in cui frequentavano le medie, quando questi lo salvò da un gruppo di bulli delle superiori: ammirando la forza di Oga e volendo diventare un giorno come lui, iniziò a frequentarlo, cercando di diventare amico suo e di Furuichi. Durante però un assalto da parte di un gruppo di teppisti guidati da Kiriya Reiji, deciso a vendicarsi per le ferite sulla sua faccia, Oga dichiara di non conoscerlo né tantomeno considerarlo amico e addirittura lo umilia davanti a tutti picchiandolo. Per questo Miki giura di fargliela pagare un giorno e inizia a praticare il karate. Il vero motivo del gesto di Oga si scoprirà solo durante l'assalto di Kiriya nel corso della partita di pallavolo: sia Miki che Kiriya si sarebbero trasferiti nella stessa zona e Oga voleva evitare che quest'ultimo si vendicasse su Miki, concentrando così la sua attenzione altrove. Compreso il gesto di Oga, che ora riconosce la sua forza, non nutre più odio nei suoi confronti. Miki è dotato di notevole forza e agilità, anche se non sufficiente contro persone del calibro di Oga o Tojo, ma non sembra avere una resistenza alta.

#### Shizuka Nanami
Shizuka Nanami (七海静?, Nanami Shizuka)
Doppiata in italiano da Giuliana Atepi
È una studentessa del terzo anno e unica ragazza del gruppo. Capitano del club di tiro con l'arco e vice presidente del consiglio studentesco. Ha un ottimo rapporto con Izuma e sembra in passato faceva parte del gruppo di teppisti di Saotome (da lei chiamato Zen) e Tojo (da lei chiamato Tora). Le sue abilità in combattimento non sono state ancora rivelate, ma Kunieda sembra ritenerla molto forte.

#### Alex Rodriguez Ichiro Shinjo
Alex Rodriguez Ichiro Shinjo (新庄・アレックス・ロドリゲス・一?, Shinjo Arekkusu Rodorigesu Ichiro)
Doppiato in italiano da Patrizio Prata
È uno studente del secondo anno e capitano del club di boxe. È considerato il secondo pugile delle superiori a livello nazionale ed è conosciuto per concludere i suoi incontri con un KO. Ha apparentemente radici spagnole. Oga riesce a sconfiggerlo con facilità, dopo aver tentato di affidargli Beel.

#### Mitsuteru Sakaki
Mitsuteru Sakaki (榊光輝?, Sakaki Mitsuteru)
Doppiato in italiano da Alessandro Fattori
È uno studente del secondo anno e capitano della squadra di kendō. Abile spadaccino, tenta di attaccare Kunieda che dimostra di essergli superiore. Tenterà di affrontarla altre volte, anche attaccandola quando è disarmata ma senza successo. Tiene costantemente gli occhi socchiusi.

#### Hiromichi Go
Hiromichi Go (郷宏道?, Gou Hiromichi)
Doppiato in italiano da Valerio Amoruso
È uno studente del terzo anno e presidente del club di radioamazione. Spietato, cerca sempre combattimenti con avversari all'altezza. ha anche partecipato ad un torneo mondiale. Lo si vede la prima volta combattere contro Natsume, che però sminuisce la sua apparente forza liberandosi senza sforzo all'arrivo di Kanzaki dalla morsa di Go.

### Zenjuro Saotome
Zenjuro Saotome (早乙女禅次郎?, Saotome Zenjūrō)
Doppiato in italiano da Marco Balzarotti
È l'insegnante in carica della classe di Oga. In passato aveva frequentato l'Ishiyama (viene definito dal preside "il leggendario professore diplomato all'Ishiyama"). Fumatore, ha sempre una bandana in testa e lunghi capelli neri ed è pervertito. Anche lui ha stipulato un contratto con un demone: viene definito però "Spellmaster" (non è chiara la differenza da un normale contraente, probabilmente è la maggiore esperienza e controllo dei propri poteri). Non è noto chi sia il demone in questione, anche se Hilda riconosce il suo simbolo come quello di un membro della famiglia reale. Si sa però che è diventato contraente quando era giovane. Sembra seguire gli ordini del preside della Saint Ishiyama e ha accesso a informazioni che neppure Hilda sembra in grado di ottenere. Saotome è il personaggio più forte del manga: possiede grandi abilità fisiche tali da sconfiggere con facilità Hilda e i demoni dei 34 pilastri. Persino Oga ammette la sua superiorità. Allenerà poi questi e Tojo (anche se nel suo caso gli insegnerà solo le basi, in quanto Tojo è una persona che impara più dall'istinto) per renderli più forti, insegnando a Oga a controllare il potere di Beel. Durante l'allenamento con Oga utilizza un particolare registratore che è in grado di produrre una copia di chiunque vi venga registrato: viene generata una copia di Beelze dalla pelle e capelli neri, chiamato Black Beel: al contrario dell'originale i poteri di Black Beel non necessitano di un contraente per essere sprigionati. Al termine dell'allenamento, poiché Oga non è riuscito ad abbatterlo, è costretto ad accudirlo. Il suo controllo del potere demoniaco è di gran lunga superiore a quello di Oga ed è in grado di usarlo con precisione e non solo in battaglia. Quando ripara una frattura dimensionale creata da Oga, sei personaggi oltre a Hilda riescono ad avvertirlo: Oga, Tojo, Kunieda, Miki, Izuma e Shizuka, che vengono identificati come umani dotati di grande forza e adatti a diventare contraenti.
Gli unici in grado di combattere quasi alla pari con lui sono Behemoth (comandante della Divisione dei 34 Pilastri), Ittousai Kunieda (il nonno paterno di Aoi) e il preside della St. Ishiyama Genma.

### Altri
Kazuya Yamamura (山村 和也?, Yamamura Kazuya) e Azusa Fujisaki (藤崎 梓?, Fujisaki Azusa)
Doppiati in italiano da Andrea Oldani e Federica Simonelli
Studenti del primo anno al Saint Ishiyama, sono gli unici a prestare confidenza a Oga e per questo vengono malvisti dagli altri compagni. Kazuya inoltre ha sempre sognato di diventare un teppista e si è autoproclamato primo seguace di Oga e Furuichi: i due sulle prime gongolano poi tornano quasi indifferenti. Azusa è una ragazza piuttosto ingenua e innamorata di Kazuya.
Genma Isurugi (石動 源磨?, Isurugi Genma)
Doppiato in italiano da Marco Pagani
È il preside della scuola ed è a conoscenza dell'esistenza dei demoni e del loro mondo e sembra avere delle fonti d'informazioni al riguardo. Offre anche aiuto alle persone in possesso di poteri demoniaci, come Izuma. Può avvertire l'energia demoniaca. Nei capitoli autoconclusivi viene rivelato che è un esorcista. È in grado di aumentare la sua massa muscolare a piacimento.
Takumi Sadohara (佐渡原 巧?, Sadohara Takumi)
Doppiato in italiano da Luca Sandri
Insegnante della classe di Oga che viene poi sostituito da Saotome. Professore arrogante che crede di domare Oga e compagni con la forza, viene ben presto surclassato dalla forza di tutti i suoi studenti. Nonostante il disprezzo iniziale si affeziona, ricambiato, alla classe.
Kido (木戸?, Kido)
Enigmatico insegnante del Saint Ishiyama e consulente scolastico.

## Mondo dei demoni
Il mondo dei demoni si trova in un'altra dimensione: è popolato da mostri e demoni di ogni tipo, descritti a volte nelle storie degli umani. La maggior parte dei demoni incontrati fino ad ora hanno un aspetto umano, talvolta con qualche piccola differenza anatomica. Sono generalmente più potenti degli umani, ma non sono né invincibili né immortali.
La vita del mondo ricorda molto quella medioevale: sono presenti comunque elementi tecnologicamente più avanzati, come i videogiochi, anche se leggermente più arretrati rispetto alla tecnologia umana (En'o per esempio si stupisce davanti a una PlayStation 2).
A governare è la famiglia reale dei Beelzebub ma esistono persone che non rispettano la loro autorità.

### Kaiser de Emperana Beelzebub III
Il Signore dei Demoni (大魔王?, Daimao), chiamato anche Re Satana o Signore delle mosche nella versione italiana, è il re del regno dei demoni, nonché padre di Beel e En'o. Viene chiamato in un capitolo "Beelzebub III", quindi è probabile che il suo nome completo sia Kaiser de Emperana Beelzebub III. Non si è mai visto in volto. È vestito con una lunga veste nera e un elmo con due corna da cui spunta una lunga chioma di capelli verdi. È pigro e tende a sottrarsi ai suoi doveri, preferendo cantare al karaoke o giocare ai videogiochi o a mahjong con i suoi generali. Ha un comportamento spesso infantile e indolente: decide due volte di distruggere l'umanità per un semplice capriccio, ma a causa dei suoi numerosi impegni ufficiali invia prima il figlio più giovane Beel e poi il figlio maggiore En'o. Nonostante ciò, quando scopre che la Solomon Company ha causato dei problemi a sua moglie (alla quale è molto affezionato) interviene personalmente contro gli anziani presidenti, distruggendo il quartier generale della compagnia. Sembra molto potente: dopo aver allenato Fuji e Takamiya essi lo definiscono incredibilmente forte. Nell'anime instaura una sorta di amicizia con il padre di Oga. Al termine del manga si scopre che ha un fratello persino più eccentrico di lui.
Nella serie animata è doppiato da Hiroki Takahashi e da Luca Ghignone in italiano.

### Iris
Moglie del Re dei Demoni e madre di En'o e Beel. È una donna bellissima, tanto da far innamorare il Re degli Inferi. Compare alla sede della Solomon Company, dove rivela che si è ritirata nel mondo degli umani nella speranza che il marito decida di non distruggerlo. In realtà viene sfruttata dalla Solomon company finché non viene liberata da Oga. A causa di ciò, al suo ritorno nel mondo dei demoni è fisicamente provata: ciò fa infuriare il Re dei Demoni, che decide di intervenire di persona.

### La Venerabile Matriarca
La madre di Iris, la Venerabile Matriarca, è un'anziana donna dotata di un carattere particolare, sempre desiderosa di mettere alla prova il nipotino Beel. Compare solamente in uno dei capitoli autoconclusivi del manga. Prende sempre in giro Hilda per le dimensioni del suo seno. È l'unico personaggio in grado di incutere timore a Hilda, Oga e Beel.

### Furcas Rachmaninoff
Furcas Rachmaninoff (フォルカス・ラフマニノフ?, Forukasu Rafumaninofu) è l'ex dottore della famiglia reale. Nel mondo umano usa un corpo provvisorio (una sorta di blob blu), simile agli animaletti MuuMuu della sua assistente Lamia, perché odia gli umani. Il suo vero aspetto è quello di un uomo alto e dai lunghi capelli neri, con una cicatrice a forma di X fra gli occhi. È capace di leggere i pensieri. È un eccellente dottore, che si schiera sempre dalla parte dei malati, siano essi amici o nemici. Viene chiamato da Hilda per curare la febbre reale di Beel e ristabilire il suo legame con Oga e successivamente per curare le ferite della bambinaia in seguito allo scontro con Hecadoth. Anch'egli pervertito, stringe subito amicizia con Furuichi. Attualmente è il medico della divisione dei 34 pilastri demoniaci. Conosce anche Saotome. Il suo nome è un riferimento all'omonimo demone, mentre il cognome potrebbe riferirsi al pianista russo Sergej Rachmaninov. Doppiato in italiano da Alessandro Zurla.

### Lamia
Lamia (ラミア?, Ramia) è l'assistente di Furcas, dal quale viene spesso rimproverata. La sua età è sconosciuta ma il suo aspetto è quello di una ragazzina. È sempre accompagnata da due MuuMuu, animaletti simili a blob. Come il suo maestro, anche lei può leggere la mente. È molto affezionata a Beel e ha un grande rispetto verso Hilda, che chiama sorellona. Disapprova però il fatto che Oga, verso cui è ostile, sia il padre di Beel, anche se finirà per accettare la cosa dopo il combattimento contro Tojo. Usa una pistola caricata con proiettili contenenti preparati demoniaci di diverso effetto. Aiuterà poi il gruppo di Furuichi, con il quale stringerà amicizia, nella ricerca di En'o. Sua madre è il generale Laymia. Il suo nome è un riferimento all'omonimo demone. Doppiata in italiano da Giulia Bersani.

### Angelica
Angelica (アンジェリカ?, Anjerika) vive nel mondo dei demoni ed è figlia di Alaindelon. Come il padre è un demone transdimensionale ma a differenza sua è molto affascinante. Studia l'ecosistema del mondo dei demoni. Doppiata in italiano da Giulia Maniglio.

### En'o
En'o (焔?, En) è il fratello maggiore di Beel, mandato per distruggere l'umanità dal padre, il quale si era dimenticato che aveva già mandato l'altro figlio a farlo. Bambino viziato, pigro, piagnucolone e non molto paziente. È potente quanto il fratello: quando si mette a piangere emette però fiamme e non scariche elettriche: si dice che nel mondo dei demoni abbia distrutto con il pianto un'area di 15 km. È un amante dei videogiochi, in particolare di quelli dello SNES. Inizialmente segue gli ordini del padre ma dopo essere stato affascinato dalla PlayStation 2 (nella serie viene chiamata PlayStephanie 2) di Furuichi decide di rimandare il tutto, preferendo dedicarsi a provare i videogiochi e le sale arcade del mondo umano. Anche se non corrisposto è innamorato di Lamia e, credendo erroneamente lo stesso su Furuichi, lo considera suo rivale.
Doppiato in italiano da Tania De Domenico.
Ha al suo servizio tre balie:
- Yolda (ヨルダ?, Yoruda) è la sorella di Hilda. Di aspetto è molto simile alla sorella, che odia e con cui ha un conto in sospeso. Usa come arma uno scopettone. Ha una personalità da femme fatale. Molto veloce e agile, è un demone transdimensionale come Alaindelon ma ancora più potente. Doppiata in italiano da Emanuela Pacotto.
- Satyra (サテュラ?, Satyura) è la più giovane delle tre, si occupa delle bevande di En'o. Usa due pistole in battaglia. Doppiata in italiano da Sabrina Bonfitto[1].
- Isabella (イザベラ?, Izabera) è il capo delle tre bambinaie, ligia al dovere. Porta gli occhiali e ha sempre con sé un libro di incantesimi, che usa per soddisfare ogni richiesta e capriccio di En'o. Doppiata in italiano da Jenny De Cesarei[1].

### Asran
Asran (アスラン?, Asuran) è un potente demone che incontra Oga e gli altri durante la loro visita nel mondo dei demoni. Sembrava lavorare per una banda di ladri ma in realtà è al servizio di persone misteriose, interessate a Oga e Beel. Può teletrasportarsi usando delle pietre particolari.

### Divisione dei 34 pilastri demoniaci
La Divisione dei 34 pilastri demoniaci di Behemoth (ベヘモット34柱師団?, Behemotto 34 chūshidan) è una divisione militare agli ordini di En'o e comandata da un potente demone di nome Behemoth. Sono giunti nel mondo umano allo scopo di eliminare Oga: Behemoth desidera infatti che sia En'o a distruggere l'umanità e non il fratello, cosa che gli darebbe un vantaggio sul diritto al trono, pertanto manda i suoi uomini a uccidere il contraente di Beel.

#### Behemoth
Behemoth (ベヘモット?, Behemotto) è il comandante generale della divisione, anche se ha lasciato il compito di guidare la divisione al proprio figlio Jabberwock, rispetto a cui è più posato ed astuto. Ha le sembianze di un anziano arzillo ed arguto, ma è proprio per questo che non passa facilmente inosservato da chi può percepire il potere demoniaco. Doppiato in italiano da Oliviero Corbetta.

#### Jabberwock
Jabberwock (ジャバウォック?, Jabawokku) è il figlio di Behemoth e comandante operativo della divisione. Doppiato in italiano da Gianluca Iacono.
Possiede tre generali alle sue dirette dipendenze che eseguono ogni suo ordine.
- Lunana (ルナナ?, Runana)
- Lindwurm (リンドブルム?, Rindoburumu)
- Kirin (キリン?)

#### Generali nobili
I Generali nobili (柱爵?, Chūshaku) sono i comandanti supremi della divisione, sono in tutto dieci e portano il nome di draghi famosi.
Laymia (レイミア?, Reimia)
Madre di Lamia, sembra essere uno dei consiglieri di fiducia di Behemoth. È una delle persone maggiormente coinvolta nel piano per uccidere Oga, nonostante la figlia sia dalla sua parte. Doppiata in italiano da Veronica Cuscusa.
Naga (ナーガ?, Nāga)
Viene chiamato anche "Re drago d'acqua". Il suo nome deriva dai Nāga. Doppiato in italiano da Stefano Pozzi.
Basilisk (バジリスク?, Bajirisuku)
Il suo nome deriva dal basilisco. Doppiato in italiano da Matteo Brusamonti.
Yata (夜刀?, Yata)
Il suo nome deriva dagli Yatonokami.
Vritra (ヴリトラ?, Vuritora)
Il suo nome deriva dal mostro indiano Vritra.
Salamander (サラマンダー?, Saramandā)
Il suo nome deriva dalla salamandra. Doppiato in italiano da Gabriele Marchingiglio.
Quetzalcoatl (ケツァルコアトル?, Ketsarukoatoru)
Il suo nome deriva dalla divinità azteca Quetzalcoatl. Doppiato in italiano da Renato Novara.
Oryu (応竜?, Ōryū)
Il suo nome deriva dal nome giapponese della divinità cinese Yinglong.
Ananta (アナンタ?, Ananta)
Il suo nome deriva da una delle rappresentazioni della divinità vedica Visnù, chiamata Ananta.
Fifnir (フィフニール?, Fifunīru)
Il suo nome deriva dal drago Fáfnir della mitologia norrena.

#### Generali
I Generali (柱将?, Chūshō) sono comandanti della divisione, un gradino sotto ai Generali nobili nella scala gerarchica e sono in tutto ventiquattro, esattamente come le lettere dell'alfabeto (infatti i loro nomi iniziano tutti con una lettera diversa).
Agiel (アギエル?, Agieru),
doppiata in italiano da Ilaria Silvestri.
Belah (ベラ?, Bera)
Chemor (ケモル?, Kemoru)
Din (ディン?, Dain)
Elim (エリム?, Erimu)
Fabas (ファバス?, Fabasu)
Graphiel (グラフェル?, Guraferu)
Nella gerarchia dei generali occupa il settimo posto. Interrompe la lotta fra Tojo e Izuma, attratto dall'energia demoniaca di quest'ultimo e li ridurrà in pessime condizioni. Ha una personalità fiera: considera gli umani e i demoni più deboli di lui come esseri inferiori.
Hecadoth (ヘカドス?, Hekadosu)
Nella gerarchia dei generali occupa l'ottavo posto. Usa una lancia in combattimento. È il primo membro ad essere introdotto: prende in ostaggio Kunieda, con l'obiettivo di farne il suo contraente e attacca Oga e il suo gruppetto. Ferirà in maniera grave Hilda, trafiggendola allo stomaco con la sua lancia. La sua forza è tale che nulla possono gli attacchi di Oga, nemmeno lo Zebul Blast e solo l'intervento di Saotome risparmia al giovane una fine peggiore. Il suo nome deriva probabilmente da Ecate. Doppiato in italiano da Diego Baldoin.
Iah (イヤ?, Ia)
Kne (クネ?, Kune)
Labed (ラベド?, Rabedo)
Mehod (メホド?, Mehodo)
Nebak (ネバク?, Nebaku)
Odonel (オドネル?, Odoneru),
doppiato in italiano da Matteo De Mojana
Pamiel (パミエル?, Pamieru)
Quedbaschemod (クェドバスケモド?, Kuedobasukemodo)
Relah (リラ?, Rira)
Schethalim (スケタリム?, Suketarimu)
Tiriel (ティエル?, Chirieru)
Vabam (ヴァバム?, Vabamu)
Wasboga (ワスボガ?, Wasuboga)
Xoblah (クソブラー?, Kusoburā)
Yshiel (ユシエル?, Yushieru)
Zela (ゼラ?, Zera),
doppiato in italiano da Ezio Vivolo.

## Istituto St.Marx
Si tratta di una accademia privata di Belle Arti a cui possono accedere solo rampolli figli di multimilionari o di altre classi esclusive (politici, dirigente). Al suo interno è custodito un quadro maledetto (spinge persone amiche a trucidarsi vicendevolmente) dipinto dal re dei demoni in persona che ritrae sua moglie Iris (e madre di Beel) e sigillato in una stanza speciale da Kugayama.

### Kugayama
Ex-amico di vecchia data di Himekawa, che lo definisce l'unico che l'abbia mai buggerato, proprio per il dipinto, che avevano vinto (insieme alla residenza di Himekawa) grazie ad un gioco di ruolo on line dietro a cui c'è l'ombra della Organizzazione Solomon. Più tardi emergerà che egli in realtà, intuito che i demoni esistono, ha protetto l'amico miscredente. Infine si scopre che costui in realtà è una ragazza: la sua fidanzata designata da ambo le famiglie; di conseguenza rivede la sua opinione e attuerà una vendetta più lieve e sottile.

### Tamapochi
È il demone a guardia del quadro. Ha fattezze femminili, dai capelli chiari con frangetta e due lunghe code di cavallo laterali; veste un abito chiaro e brandisce un'asta sovrapposta da una lama a mezzaluna. Cerca di contrastare Oga e Beel, salvo poi avvedersi che il piccolo è il suo principale e venire denigrata da Oga.

### Altri combattenti
J.J. Elric, Tommy Barbarossa, Rairai Rairai, Palmo esplosivo, Y-LD: Sono esperti di arti marziali con una forte rivalità intestina, tant'è che iniziano a litigare tra loro. Vengono tolti di mezzo dai 4 re marziali.
I 4 re marziali: alle dipendenze di Kugayama, sono ritenuti i combattenti più forti dell'arena; cercano di impedire al gruppo di Oga di andarsene, ma Hilda se ne sbarazza in men che non si dica.

## Altri personaggi
Misaki Oga (男鹿美咲?, Oga Misaki)
Sorella maggiore di Oga. È stata la prima leader delle Red Tails. Come i genitori accetta in fretta e senza grossi problemi l'arrivo di Hilda e Beel, così come gli strani avvenimenti che hanno portato i due. È violenta e irascibile, tanto che persino Oga ha paura a contraddirla, infatti viene considerata il suo unico punto debole. Le generazioni successive del clan sono ossequiose verso di lei. Non si fa problemi a conficcare la testa di chi la infastidisce dentro un muro, nemmeno se si tratta di demoni, e ci riesce puramente con la forza fisica senza compiere alcuno sforzo apparente. Doppiata in italiano da Chiara Francese.
Honoka Furuichi (古市 ほのか?, Furuichi Honoka)
È la sorella minore di Furuichi. A causa di parecchie incomprensioni considera il fratello un pedofilo. Doppiata in italiano da Gea Riva.
Reiji Kiriya (霧矢 令司?, Kiriya Reiji)
Conosciuto anche come Vipera. È il capo dei delinquenti della scuola Teimo. In passato fu sconfitto da Oga, intervenuto a difesa di Miki, che gli incise sulla faccia tre cicatrici verticali usando le stesse unghie di Kiriya. Per vendicarsi tenterà di prendere in ostaggio gli studenti della Saint Ishiyama approfittando della partita di pallavolo fra le due scuole. Il suo piano fallirà e subirà nuovamente una sconfitta da parte di Oga. Doppiato in italiano da Matteo Zanotti.
Kagegumi
Conosciuti come il "gruppo-ombra del Teimo", sono i quattro più potenti studenti della scuola, agli ordini di Kiriya. Sconfitti da Oga si alleneranno assieme a questi, con una temporanea tregua, con il nonno di Kunieda. I loro nomi sono: Kotaro Mikagami (三鏡 考太郎?, Mikagami Kōtarō), detto Rasetsu, Unsho Onizuka (鬼塚 雲昇?, Onizuka Unshō), detto Nio, Kosei Kuroki (黒木 光星?, Kuroki Kōsei), detto Ashura, e Takumi Dezaki (出崎 巧?, Dezaki Takumi), detto Benten. Doppiati in italiano rispettivamente da Alessandro Germano, Gabriele Donolato, Davide Fumagalli e da Giorgio Bonino.
Ittosai Kunieda (邦枝 一刀斎?, Kunieda Ittōsai)
Nonno e istruttore di Aoi, maestro dello stile Shingetsu. Forte, ha una personalità severa e rigida. Vedrà del potenziale in Oga e si offrirà di allenarlo. Insegnerà a Oga e agli studenti della Teimou la mossa "Nadeshiko" con il quale è possibile spezzare in due una pietra. È a conoscenza del mondo dei demoni e dei suoi abitanti e capisce subito che Oga è un contraente. Conosce anche Saotome, a cui affiderà la seconda fase dell'allenamento di Oga. Doppiato in italiano da Mario Scarabelli.
Kota Kunieda (邦枝 光太?, Kunieda Kōta)
Fratellino di Aoi (che si prende cura di lui), ha la stessa età di Beel con cui ha sviluppato una forte rivalità. Riesce a sconfiggerlo con facilità più volte, dimostrando anche una personalità maligna come Beel. In alcune occasioni dimostrano una relazione più amichevole, soprattutto nell'anime. Doppiato in italiano da Valentina Pallavicino.
Isafuyu (諫冬?, Isafuyu)
Figlia del custode del tempio Mapputatsu, dove Oga e gli altri vengono portati da nonno Kunieda per allenarsi. Timida, è in possesso di poteri spirituali sviluppati: riesce a percepire la presenza di demoni (capisce subito la vera natura di Beel spaventandosi) e fantasmi ed è in grado di effettuare esorcismi. Kunieda le chiederà di insegnarle a sconfiggere i demoni. Doppiata in italiano da Stefania Rusconi.
Koma (コマ?, Koma)
Piccolo tengu dal carattere un po' perverso che affianca Aoi Kunieda dopo che questa ha esorcizzato il suo santuario; si mette al suo servizio ma spesso tende a giocarle brutti tiri, salvo poi pagarla amaramente una volta scoperto. Doppiato in italiano da Riccardo Peroni.
Suiten Ikaruga (斑鳩 酔天?, Ikaruga Suiten)
Conosciuta precedentemente come Nazuna Ikaruga (斑鳩 薺?, Ikaruga Nazuna), era una studentessa del Liceo Ishiyama insieme a Zenjuro e Shinobu Kunieda ed era il capo del gruppo delle Vachirie, la più forte gang di ragazze di tutto il Kanto. Residente da anni sull'Isola della Decapitazione, accoglie la richiesta di Zenjuro di allenare Oga ed Aoi per migliorare le loro abilità in vista dello scontro con la Divisione dei 34 pilastri demoniaci. Si scoprirà che è la moglie di Zenjuro.
Shinobu Kunieda (邦枝 忍?, Kunieda Shinobu)
È la madre di Aoi. Apparsa solamente in un flashback, poco si sa della sua storia, ma dalle parole di Suiten pare che sia una guerriera molto forte.
Futaba
È la nipote di Kanzaki. Ha un carattere pestifero e capriccioso: tiene in scacco in nonno grazie all'affetto che egli nutre per lei; per di più spesso Hajime si vede affidato il ruolo di babysitter. Quando conosce Beel inizia a fargli il filo, seppur a modo suo.
Hasui
Individuo alle dipendenze personali di Himekawa. È sempre preciso e cerca di semplificare le situazioni. Doppiato in italiano da Massimo Di Benedetto.